# Klarmedel
Klarmedel är en samlingsbenämning på ämnen som används för att klara vätskor, genom deras egenskap att attrahera och kapsla in de partiklar som håller sig svävande i vätskan och gör denna oklar. Detta sker genom att de antingen rycker med sig partiklarna till botten eller binder dem så att de kan filtreras bort.
På detta sätt används olika porösa ämnen, som t.ex. pappersmassa, kaolin, valklera, blekjord, spansk jord, benkol, träkol, bränd gips o dyl.

## Funktion
En del ämnen verkar på sådant sätt att de efter blandning med vätskan fälls ut och därefter mekaniskt kapslar in föroreningarna. Till dessa hör äggvita, skummad mjölk eller oxblod som sätts till vätskan, som värms upp till en temperatur där äggvitan koagulerar. Denna tar då upp partiklar och flyter upp till ytan, där den kan skummas av eller filtreras bort.
För klarning av syrliga vätskor, som olika slags likörer, kan mjölk användas utan uppvärmning, då kaseinets koagulering åstadkommes av syran.
För klarning av vätskor innehållande garvämnen kan användas en lösning av gelatin eller äggvita, vilka ingår olösliga föreningar med garvsyran, som för med sig föroreningarna till botten. Omvänt kan man använda garvsyrelösningar för att klara äggvitehaltiga vätskor.
För klarning av öl kan i vissa fall användas karragentång (pärlmossa) eller andra typer av tång, som sätts till ölvörten innan kokningen avslutas.